# تصنيف سولو

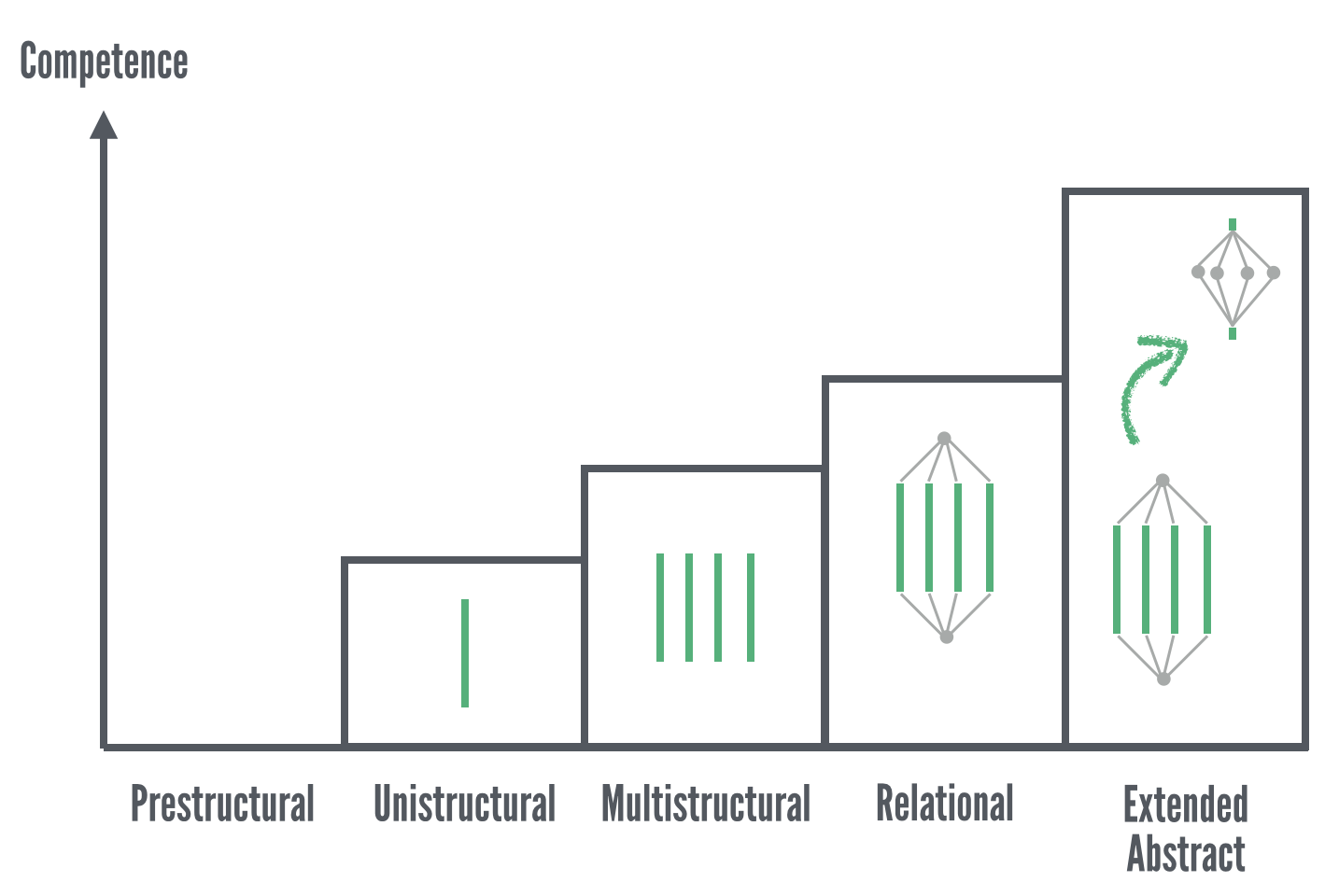

تصنيف هيكل نتائج التعلم المرصودة (structure of observed learning outcomes" (SOLO" هو طريقة منهجية لوصف كيفية تطور أداء المتعلم من البسيط إلى المعقد، كما أنه أحد نماذج التعلم التي تساعد المعلمين والطلبة على تطوير وفهم عملية التعلم. تم تطويرة بواسطة John B. Biggs و K. Collis. في عام 1982.

## اقرأ أيضاً
- تصنيف بلوم لأهداف التعلم